# Thomas Frank Hopper
Thomas Frank Hopper (né le 4 mars 1986 à Bruges en Belgique) est un chanteur, guitariste et auteur-compositeur belge.

## Biographie
Thomas Frank Hopper est né à Bruges en 1986 mais a vécu avec sa famille en Afrique jusqu'à l'âge de 17 ans . 
De retour en Belgique pour terminer ses études, il forme son premier groupe de pop rock, et en 2015, il quitte le groupe et décide de lancer son propre projet musical sous le nom de Thomas Frank Hopper.
En 2019, le projet se compose de 5 musiciens qui font toujours partie du groupe aujourd'hui. Ensemble, ils sortent un premier EP : Till the Day I Die. Cela permettra au groupe de jouer dans quelques petites salles et festivals en Belgique.
En 2021, Thomas Frank Hopper sort son premier album Bloodstone. Les réactions sont très positives et prometteuses pour le projet. C'est également l'année où il signe avec la société de booking belge Rock Nation.
En 2023, l'artiste sort un deuxième album autoproduit, Paradize City,.  Il remporte avec son groupe le Belgian Blues Challenge - Prix du public et Prix du jury. Il représente ensuite la Belgique à l'European Blues Challenge 2024 à Braga au Portugal et à l'International Blues Challenge à Memphis (Tennessee).
Aujourd'hui, le projet compte 5 musiciens : Thomas Frank Hopper (chant, guitare, guitare lapsteel), Diego Higueras (guitare électrique), Jacob Miller (basse, chœurs), Nicolas Scalliet (batterie, chœurs) et Maxime Siroul (Hammond).

## Style musical
La musique de Thomas Frank Hopper est du blues rock moderne.  
Sur scène, il utilise plusieurs instruments dont une lapboard : un skateboard qu'il utilise comme lapsteel (guitare slide) qu'il pose à plat sur ses cuisses et qui se joue en open tuning.
Il n'utilise pas d'échantillonneurs ni d'auto-tune. L'artiste est farouchement opposé à l'utilisation de l'autotune, un outil couramment utilisé dans l'industrie musicale pour corriger les voix. Il insiste pour que sa musique reste brute, authentique et fidèle à l'esprit du rock des décennies précédentes. 
La musique de Thomas Frank Hopper est fortement inspirée par de grands groupes et artistes tels que Led Zeppelin, Rival Sons, Jack White ou encore Jimi Hendrix. Louise Hermant, journaliste à la RTBF, décrit le style musical de Thomas Frank Hopper comme un mélange entre Ben Harper, John Butler Trio ou Arctic Monkeys. Didier Deroissart, de musiczine, décrit les influences de son dernier album Paradize city comme un mélange entre Larkin Poe et DeWolff pour certaines compositions. Certains titres sont également inspirés par The Doors et Led Zeppelin . 

## Discographie

### Albums studio
- Bloodstone (2020)
- Paradize City (2023)

### EPs
- No Man's Land (2015)
- Till the Day I Die (2019)

### Clips
- Till the Day I Die (2018)
- The Sinner (2018)
- Cold Meat (2019)
- Into the Water (2020)
- Dirtylicious (2020)
- Come Closer (2022)
- A Song for the Devil (2023)
- Mississippi (2024)